# Dan ustanka naroda Hrvatske
Dan ustanka naroda Hrvatske bio je republički praznik Socijalističke Republike Hrvatske koji se je obilježavao 27. srpnja. Tog datuma 1941. Srbi su u ličkom selu Srb digli oružani ustanak protiv vlasti Nezavisne Države Hrvatske. Taj događaj bili su proglasili jugoslavenski komunisti kao početak oružanog otpora na području koji je spadao pod teritorij SR Hrvatske. Na isti dan slavio se Dan ustanka naroda Bosne i Hercegovine, kada su etnički Srbi u obližnjem Drvaru u BiH također podigli ustanak protiv vlasti NDH. Ustanak se ubrzo bio proširio na Srbe u dosta širokom području, a talijanski okupatori su na njega reagirali tzv. reokupacijom, tj. suspendirajući ovlasti središnjih vlasti NDH na širokom području koje se protezalo od mora pa sve do Karlovca i Mostara. Talijanskoj reokupaciji se nije pristupilo na temelju pregovora s vodstvom NDH, nego je o toj odluci Mussolini 16. kolovoza 1941. godine naprosto obavijestio poglavnika Antu Pavelića.
Tijekom desetljeća SFRJ, posve se zanemarivala okolnost da su Srbi na području BiH podigli Ustanak u Istočnoj Hercegovini (tzv. Vidovdanski ustanak) mjesec dana ranije, te da su Srbi u sjevernoj Dalmaciji prvu oružanu akciju - u kojoj je pobijeno 14 oružnika NDH i nekoliko ustaša - ostvarili već 28. srpnja 1941. godine, te odmah uspjeli uspostaviti kontrolu nad čitavim područjem Sjeverne Dalmacije; naime su u Istočnoj Hercegovini i Sjevernoj Dalmaciji ustanike (njihova zapovjedništva - u kojima je bilo i komunista, i četnika - koristila su 1941. godine termin "gerilci") pod svoju kontrolu uspjeli kasnije staviti četnici koji će surađivati s talijanskim i njemačkih okupatorom, za razliku od područja Like i Bosanske Krajine gdje su kontrolu nad pretežnim dijelom ustanika s vremenom uspostavili komunisti (ne i svih ustanika: neki od njih će i na tim područjima pristupiti četničkim odredima i pukovima), stvarajući od njih antifašističke partizane koji će se boriti protiv okupatora.
Naime je znatan broj četnika na tim područjima u kasnijim ratnim godinama ipak pristupio u redove NOVJ i posljedično imao narednih desetljeća u društvu privilegiran status boraca narodnooslobodilačkog rata. Spominjanje tzv.  "četničkih elemenata u redovima ustanika" je komunističkim vođama ustanka služilo tek da njima pripišu znatan broj "negativnih pojava" (nije se spominjala riječ "ratni zločin", niti "pokolj", niti se govorili kolike su razmjere imale te "negativne pojave”) koje su počinili ustanici. Makar su komunisti ispočetka - zajedno s grupom kasnijih zapovjednika četničkih postrojbi - sudjelovali u vodstvu ustanka samo u Srbu, te se u preostalom dijelu kotareva Gračac i Donji Lapac ustanak razvijao bez sudjelovanja komunista sve do sredine kolovoza, u narativima o ustanku 1941. god. se prikazivalo kao da su baš komunisti od samog početka vodili ustanak, uz tek zanemarivo sudjelovanje četnika.
U najnovije vrijeme, neki obilježavanje ovih događaja započetih 27. srpnja 1941. godine nazivaju Dan ustanka naroda Like i Korduna.
Umjesto 27. srpnja, od stjecanja neovisnosti, u Republici Hrvatskoj se slavi Dan antifašističke borbe 22. lipnja 1941. god., u spomen na osnutak Prvog sisačkog partizanskog odreda.

## Tijek ustanka u Lici
Ustanak u Srbu zbog slabe političke organizacije i spontanosti ne treba zvati ni partizanskim ni četničkim. To je ustanak srpskoga stanovništva u koji su uključeni i budući partizani i budući četnici.:str. 81.
Da se radilo samo o ustanku srpskog stanovništva protiv tadašnje NDH, tj. ustanku protiv ustaša, ustanak ne bi bio kontroverzan. Ali to nije bio samo ustanak protiv ustaša, nego su ustanici odmah pristupili ubijanju i protjerivanju na njihovom području; stoga primjerice Josip Pavičić smatra da je naziv etničko čišćenje preblag za ono što se zbivalo, nego se radilo o genocidu.:str. 116.
Nakon što su 4. lipnja 1941. godine predstavnici Njemačke i NDH dogovorili da se iz Slovenije deportira znatan broj Slovenaca u Hrvatsku, koja bi za njihovo naseljavanje oslobodila mjesto preseljavanjem Srba u Srbiju, osnovan je u Banja Luci Ured za iseljavanje Srba. Počelo je osobito iseljavanje svih Srba iz Bihaća, ali i nekih sela na području Plitvica. Kako prihvat tih ljudi u Srbiji izgleda nije bio pripremljen, naprosto se to stanovništvo uz najavu od svega nekoliko sati istjerivalo iz svojih domova i potom razmjestilo po drugim selima naseljenim Srbima.  Od lokalnog se stanovništva prisilno uzimaju poljoprivredni proizvodi, a ima i pljačke i paleži. Nakon što je manja grupa Srba 30. lipnja 1941. god. napala vojnu ophodnju kod mjesta Srb, kaznena ekspedicija - u vrijeme kada je već bio izbio Ustanak u Istočnoj Hercegovini - od oko 150 ustaša i oko 200 domobrana pod vodstvom Maxa Luburića je izvršila znatne pokolje i paleži u okolnim selima, te je osobito u selu Bubanj - prema jednom oružničkom izvještaju - pobijeno 3. srpnja oko 150 Srba, među njima 18 žena i 12 djece.  Za vrijeme komunističke vladavine, iznosili su se o broju tada stradalih Srba procjene koje su se među sobom drastično razlikovale; Mujo Begić smatra dosta pouzdanom procjenu Maxa Bergholza iz 2011., o oko 600 pobijenih Srba. Po selima Like znatan je broj muškaraca odvođen u zatvore u udaljena mjesta, te je njihova sudbina bila neizvjesna. Mnogo se Srba, osobito muškaraca, sklonilo u šume i živjelo u zbjegovima. Srbi iz redova četnika, te oni iz redova komunista, preuzeli su zajednički vodstvo među Srbima spremnima na pobunu.
U konfuznim uvjetima ustanka koji je zahvatio područje Like i obližnje područje BiH, kao vođe ustanka može se prepoznati Gojka Polovinu, kasnijeg komunističkog generala i zapovjednika 6. ličke divizije NOVJ, te Pajicu Omčikusa, kasnijeg zapovjednika četničkog puka "Kralj Petar II." Ustanak iz srpnja 1941. godine zahvatio je isključivo etničke Srbe, a bio je isključivo usmjeren protiv NDH - te je dio ustanika težio suradnji s talijanskim fašistima od kojih su očekivali da uklone ustaše. Talijani su zatim rasporedili znatne vojne snage u područje tzv. Druge zone koja je dopirala skoro do Karlovca i Bihaća (te, dalje na istoku, obuhvaćala i grad Mostar) i u toj zoni uveli svoju civilnu vlast i zabranili ulaz vojnim snagama NDH.
U kontekstu ustanka koji je otpočeo u jugozapadnoj Lici, valja opaziti da Talijani još ranije tijekom lipnja 1941. god. toleriraju okupljanje i obuku više stotina naoružanih četnika na nedalekom području Benkovca i Kistanja, koji 28. lipnja 1941. god. s dijela dalmatinskog područja pripojenog Kraljevini Italiji napadaju pograničnu postaju NDH u Krupi kod rijeke Zrmanje i tom prilikom ubijaju 14 oružnika NDH i nekoliko ustaša; nakon čega predstavnici vlasti NDH u Sjevernoj Dalmaciji (koja je u to vrijeme pod kontrolom talijanskog garnizona koji je imao čak oko 5000 vojnika, ali bez znatnijih postrojba NDH) već 29. srpnja 1941. god. napuštaju Knin i prepuštaju vlasti ustanika pod kontrolom četnika područje Dalmacije sjeverno od Drniša.
Kako je ustanak utjecao na vitalne interese okupatora, ubrzo je izazvao i njegovu reakciju. Talijani dovlače nove trupe u pojas pruge da bi ograničili širenje ustanka u ostale krajeve Like, pripremaju promjenu okupacijskog statusa u zoni i pojačavaju propagandno-obavještajnu aktivnost. Nastupaju kao ''mirotvorci'' i ''zaštitnici'' Srba,  provode mjere pacifikacije u namjeri da zaustave val ustanka, a potom ga pokušavaju ugušiti. Talijani ostaju po strani u međusobnim sukobima ustanika protiv ustaške vlasti, susreću se s ustaničkim stražama i nastoje da steknu naklonost među Srbima. O tome Marko Orešković,  14. kolovoza 1941, obavještava CK KPH i ističe: ''Talijani su se držali pasivno prema jednoj i (prema) drugoj strani, podstičući i jednu i drugu stranu na bratoubilački rat.''
Okružni komitet KPH Karlovac u pismu podređenim partijskim organizacijama 18. kolovoza 1941. god. iznosi: "U vojsci se sve više zaoštravaju odnosi prema ustašama i ovom krvoproliću. Frankovačka banda nema tu sigurnog oslonca. A sami ustaše su neznatni i suviše preslabi za borbu protiv naroda. Okupatorske vlasti - Talijani - drže se više manje po strani u ovoj borbi. Njima diktiraju međunarodni događaji pacifističku politiku da bi održali nekako fašizam. A sama talijanska vojska prožeta je i suviše antifašizmom i proturatno. Na nju ne mogu računati talijanski fašistički vlastodršci. To mnogo srdi i zabrinjava frankovačku bandu, a čini ju i nesigurnom. Zato se ljuti na Talijane i upućuje sve nade na njemački fašzam. Osim toga ponestalo je oružja i municije. Bombi nemaju, a oružja ograničeno.  Municije ne mogu dobiti, a niti praviti. Situacija je po svemu za frankovačku gospodu postala gotovo očajna. Zato su pribjegli manevrima ne bi li našli još tu kakvog izlaza. Raspustili su sve logornike i dužnosnike koji su previše zakrvavili i pretvorili se u obične pljačkaše. Ali je sve prekasno." (op.: "Frankovci" je naziv za Ustaše na tome području tada).
Gojko Vezmar ukazuje 1987. godine na napore vodstva Komunističke partije Hrvatske da se u ustanak uključe i Hrvati, te da se ustanike angažira također i u borbama protiv Talijana. Iznosi Vezmar da je u te napore bio uključen sam sekretar KPH Rade Konačar, te citira kritike koje je Okružni komitet KPH za Liku u Okružnici br. 1. od 11. rujna 1941. god. uputio komunistima na području Gračaca (gdje su bile glavne ustaničke snage, ali i veliki talijanski garnizon) jer su pokazali  "neodlučnost da se borba povede i protiv talijanskog okupatora". Vezmar ukazuje da su se komunisti iz Gračaca odmah bili uključili u ustanak u Srbu, ali se ustanak na preostalom području Kotara Donji Lapac i u većem dijelu Kotara Gračac odvijao bez sudjelovanja komunista sve do sredine kolovoza. Kada je riječ o prvoj fazi razvitka ustanka, on je predstavljao "ustanak srpskog naroda protiv ustaške države i njenih vojnih i drugih represivnih organa, a ne istovremeno i borba protiv talijanskog okupatora". Na području donjolapačke doline i nije bilo talijanskih posada, a za borbu protiv snažnih talijanskih postrojbi su bile potrebne jače jedinicei naoružanje nego za borbu protiv slabijih ustaško-domobranskih posada; također bolja povezanost s drugim krajevima, šire političke pripreme u narodu da bi se borbi postupno pored srpskog priključio i hrvatski narod. Veći sukobi partizana s talijanskim snagama nastupili su početkom 1942. godine, u znatnim borbama kod Ljubova 23. na 24. siječnja 1942. god., nakon čega su partizani 27. veljače 1942. godine savladali i talijanski garnizon u Lapcu.
Usprkos podršci koju kasnije četnicima pružaju talijanske okupacijske snage (na području ustanka - koje je približno odgovaralo Srbima nastanjenom dijelu pojasa duž Jadrana kojega su u pregovorima s Antom Pavelićem talijanski pregovarači označili kao teritorij kojega žele priključiti Italiji - talijanske okupacijske vlasti su bile zabranile djelovanje ustaških postrojbi, a domobranske postrojbe i oružnike podvrgnuli svojem zapovijedanju), u mjesecima nakon ustanka komunistički utjecaj među ustanicima na području Like nadmašuje utjecaj četnika: sam četnički vođa Pajica Omčikus biva strijeljan nakon što mjesto Srb u ožujku 1942. godine zauzimaju postrojbe NOVJ (njegov puk "Kralj Petar II." nastavlja djelovati na istom području Like, te ima u srpnju 1942. godine oko 500 boraca - oko petine četnika koji u to vrijeme djeluju na području Like). Na obližnjim područjima Sjeverne Dalmacije, pak, uvjerljivo prevladavaju četnici pod zapovjedništvom Momčila Đujića, koji se uz potporu Talijana vrlo žestoko bore protiv partizana. Kako bi ojačali četnički element i u Lici, dovode Talijani 1942. godine još i oko 4.000 četnika iz Istočne Hercegovine i Srbije.

## Zločini ustanika
Ustanici su proveli etničko čišćenje svih ne-Srba na području ustanka, između planine Velebit u Lici i grada Drvara u susjednoj Bosni i Hercegovini. Na sam dan ustanka je izvršen veliki pokolj Hrvata kod Drvara i pokolj u Bosanskom Grahovu, te pokolj 37 Hrvata u mjestu Brotinja u Lici. Na području ustanka opstali su ne-Srbi stanovito vrijeme jedino u mjestima Gračac (u kojem je bio jači talijanski garnizon), te Udbina i Kulen Vakuf, koje su branili domobrani i manji broj ustaša. Nakon što snage NDH nisu više mogle držati Udbinu i Kulen Vakuf, povele su stanovništvo tih dvaju mjesta u zbjeg. U pokolju u Kulen Vakufu u rujnu 1941.  će ustanici uspjeti zarobiti oko pola zbjega, te potom pobiti oko 2 i pol tisuće civila. Udbinu su snage NDH uspjele održati duže, ali naposljetku su morale evakuirati i to mjesto. U progonu Hrvata iz Udbine u prosincu 1942. godine će se zbjeg uspjeti probiti kroz partizane koji su ga nastojali zaustaviti, ali će ovi ipak uspjeti pobiti 166 djece, žena i staraca. Nakon drugog svjetskog rata nije izbjeglim Hrvatima dopušteno da se vrate na svoja ognjišta, te je cjelokupno područje zahvaćeno ustankom ostalo etnički očišćenim.
Na području ustanka koji je zahvatio dio Like i obližnje područje Bosne posve su iskorijenjene - i poslije u doba SFRJ nisu smjele biti obnovljene - 4 katoličke župe. Već 27. srpnja je tijekom pokolja u Bosanskom Grahovu ubijen župnik vlč. Juraj Gospodnetić ubijen 27. srpnja 1941., a istoga dana tijekom pokolja kod Drvaru je ubijen župnik vlč. Waldemar Maksimilijan Nestor. Nakon što je 27. srpnja pobijeno svih 37 Hrvata u zaseoku Brotnju kod Boričevca, većina stanovništva te katoličke župe je 2. kolovoza izbjegla iz Boričevca, da bi ustanici ušli u selo, pobili svih 55 staraca koji su ostali u Boričevcu, te opljačkali i spalili čitavo selo od oko 2.000 ljudi; svećenik vlč. Vladimir Stuparić je s većinom mještana izbjegao u Kulen Vakuf, ali je poslije ubijen od partizana 1943. god. 9. i 10. kolovoza 1941. god. izvršen je pogrom katoličke župe u Krnjeuši, tijekom kojega je ubijen i tamošnji župnik vlč. Krešimir Barišić. Naposljetku su  pokolju u Kulen Vakufu 6. – 8. rujna 1941. ustanici pobili i protjerali također i tamošnje muslimansko stanovništvo, kao i izbjeglice iz Boričevca koji su se bili onamo sklonili. Ostala je još neko vrijeme katolička župa u Udbini koju je štitio skromni garnizon domobrana, ali su i ondje 14. prosinca 1942. godine partizani izvršili i progon svih Hrvata na Udbini.
Kronologija:
- Pokolj kod Drvara 27. srpnja 1941. - pobunjeni su Srbi 27. srpnja napali Drvar (BiH) i zauzeli ga sljedećega dana. U samom Drvaru su pobijeni gotovo svi Hrvati i Muslimani (Bošnjaci). Ubijanje su vršili u Kamenici, kako sam čula nad ponorom, a koji su ih ljudi od komunista-četnika ubijali, ja nisam vidjela.[7]:str. 89. Begić navodi da je već 27. srpnja 1941. godine pobijeno oko 200 Hrvata, u dvije grupe hodočasnika koji su se vraćali s hodočašća u Knin, te u bliži Oštrelj, a narednih dana su ustanici izgleda pobili još toliko ljudi.[18]
- Pokolj u Bosanskom Grahovu 27. srpnja 1941. - istovremeno s pokoljem kod Drvara odvijao se drugi pokolj u Bosanskom Grahovu, koji je poznat po tome što su četnički ustanici pod komandom Brane Bogunovića (počinio samoubojstvo 1944. godine) nabili župnika Jurja Gospodnetića na ražanj i ispekli.[7]:str. 90.
- 28. i 29. srpnja u Mazinu su ubijene dvije hrvatske obitelji, Anići i Kneževići, pobijeni su muškarci, žene i djeca. Spasio se jedan dječak koga je sakrila susjeda Srpkinja.[7]:str. 94.
- Brotnja, između 28. srpnja i 4. kolovoza 1941., ustanici su pohvatali sve Hrvate i predvečer ih otjerali prema jami u Dabinu vrhu. U duboku jamu se bacali žive žrtve prema starosti, djedu Luki Iveziću, guslaru, naredili su da gusli i pjeva dok oni bacaju ljude u jamu. Između ostalih, pobijeno je 37 Ivezića od kojih najmlađi Jakov Ivezić, rođen 1938. godine, trogodišnje dijete.[19]:str. 346., 348.[20]
- Nakon što su oko 2.000 stanovnika Boričevca natjerali u bijeg, ustanici 2. kolovoza 1941. godine temeljito pljačkaju i pale to selo. 55 staraca koji su bili ostali u selu su svi do jednog pobijeni.
- u sklopu pogroma u Krnjeuši 2., 9-10. kolovoza 1941. ustanici su počinili strašan zločin u Krnjeuši i Vrtoči (područje BiH), sela su spalili a više od 200 stanovnika ubili. Ponovio se scenarij fizičkog mrcvarenja, trgovcu Josipu Matijeviću su odrezali glavu, nabili je na kolac i nosili uokolo, dok su mu tijelo bacili u vatru i spalili.[7]:str. 91.
- u pokolju u Kulen Vakufu 6.-8. kolovoza 1941. godine ustanici su pobili većinu civila koje su zarobili. Do danas broj nije točno poznat utvrđen (vlasti NDH su učinile točan popis postradalih, ali je on kasnije izgubljen ili uništen), ali procjene se kreću od 1.365 do 2.300 ubijenih muškaraca, žena i djece.[21]

## Sjećanja sudionika i žrtava ustanka

### Sjećanja generala Gojka Polovine
General Gojko Polovina, jedan od komunista koji je sudjelovao u ustanku i kasniji zapovjednik 6. ličke divizije NOVJ-a - inače pravnik i predratni sekretar organizacije Komunističke partije Hrvatske za Kotar Gračac, te osoba za koju se općenito smatra da je bila zapovjednik ustanika - u svojoj memoarskoj knjizi iz 1988. godine, govori dosta opširno o karakteru ustanka. Navodi on da je u selu Boričevcu bilo više mještana - Hrvata koji su prije ustanka sudjelovali u ubijanju Srba i pljački imovine u okolnim selima: "Sve je to bilo dovoljno da stvori nepomirljive odnose Srba iz okolnih sela prema hrvatskom stanovništvu u Boričevcu. Na osnovi tih činjenica zaključili smo: ako stanovništvo ne pobjegne prije nego mi uđemo u Boričevac, i pored svih mjera koje ćemo preduzeti neće biti moguće spriječiti osvetu nad nedužnim seljacima, ženama i djecom. Stoga smo namjerno, iako svjesni da je oklijevanje smrt ustanka, odgodili napad na Boričevac sa 30. ili 31. jula na 2. avgusta, uvjereni da ćemo do tog vremena uspjeti nagovoriti narod da bježi prema Bihaću”.
Na objašnjenje da će ih ustanici pobiti, oko 2.000 Hrvata bježi iz Boričevca, a u selu ostaju 44 žene i 11 muškaraca - redom starci. Srbi-ustanici su selo temeljito opljačkali i u cijelosti spalili, te pobili svih 55 Hrvata koje su ondje zatekli. Valja opaziti da niti jednom stanovniku Boričevca nisu nakon 1945. godine komunističke vlasti SR Hrvatske (u kojima su ustanici iz 1941. godine imali odlučujuću riječ) dopustile da se vrati na svoje ognjište; zemlja je žiteljima Boričevca također bila u cijelosti oduzeta.
Gojko Polovina iznosi i svoje objašnjenje o sudjelovanju četnika. On buduće četnički vođe "ne priznaje" kao četnike: “Ostavljam po strani naše subjektivne greške i slabosti (…) ali prosto je izmišljena tvrdnja da su ‘četnički elementi’ tobože izazvali negativne pojave: pljačku, paljenje i slično, bar što se tiče Boričevca. Četnici to nisu mogli učiniti iz prostog razloga što ih nije bilo. Pored naroda koji je pod komandom nas komunista stupio u ustanak, u to vrijeme postojali su još samo plaćeni talijanski agenti, npr. Stevo Rađenović, Pajica Omčikus i Torbica iz Srba, Đuro Vugonja iz Gračaca, Savica Guteša iz Bruvna i slični, koji su tek kasnije po nalogu svojih poslodavaca stvorili organizacije i proglasili ih četnicima (…)”

### Svjedočanstvo msgr Branimira Župančića
Važno svjedočanstvo očevica msgr Branimira Župančića zabilježio je don Anto Baković, koji je s B. Župančićem zajedno bio zatvoren u kaznionici Zenica; svjedočanstvo je potom objavljeno u Bakovićevoj knjizi "Dječak s Drine", Zagreb, 1996. na str. 403 - 405. 
Msgr B. Županić je posvjedočio kako je on osobno vodio hodočasnike iz Drvara koji su na blagdan sv. Ane 26. srpnja 1941. hodočastila do kapelice sv. Ane na Oštrelju, na pola puta između Drvara i Bosanskog Petrovca. Hodočasnici su putovali uskotračnom željezničkom prugom. Prvo što je rekao Bakoviću jest, da to nije bio nikakav ustanak naroda Bosne i Hercegovine, nego napad (uglavnom četnika i nešto partizana) na hodočasnički vlak s katolicima iz Drvara, uglavnom ženama i djecom. Vlak se sastojao od desetak vagona, u kojima je uz žene i djecu bio manji broj muškaraca, od kojih jedan ustaša i dvojica domobrana, ali svi bez oružja. Prema msgr. Županiću, Srbi su u Drvaru živjeli mirno, nova hrvatska vlast nije im ništa učinila, nikoga nije uhitila, nikoga ubila, ali su Srbi bili ogorčeni proglašenjem NDH. Kada je vlak s hodočasnicima predvečer iz Oštrelja krenuo natrag prema Drvaru, ubrzo je naišao na stablo oboreno na tračnice. Putnici su izašli iz vlaka i uklonili stablo, ali je vlak ubrzo naišao na nova stabla oborena na prugu; tako se ponovilo više puta. Putnici u vlaku su se uznemirili, a pred zoru 27. srpnja 1941, kada su kod nove nešto veće prepreke pred samim Drvarom začuli viku "Hura! Juriš! Dolje ustaše! Majku vam ustašku! Živjela Crvena armija! Živio kralj Petar!". Dio napadača bio je naoružan puškama i pištoljima, a dio je imao samo poljoprivredne alatke. Napadači su odmah na mjestu ubili ustašu i dvojicu domobrana koji su bez oružja putovali u vlaku, te još nekoliko muškaraca, činovnika. Žene i djecu su ustanici pustili kućama. Taj se napad na nenaoružane putnike vlaka poslije obilježavao kao početak ustanka u Bosni i Hercegovini.

## Odnosi ustanika s talijanskim okupatorskim postrojbama
Ispočetka su ustanici bili zainteresirani isključivo za borbu protiv ustaša i drugih snaga NDH, te su izbjegavali borbe s Talijanima i s njima pregovarali o suradnji. Zato noviji autori naglašavaju da njihove akcije očito nisu bile motivirane antifašizmom, a neki ga čak smatraju opravdanim nazvati četničko-fašističkim. Sporazumi ustanika i talijanskih fašista potpisivani su u Otriću 11 i 22. kolovoza 1941., u Golubiću 21. kolovoza 1941. i u Pađanima 21. rujna 1941.:str. 22.
Malobrojni komunisti su bili vrlo motivirani da se bore za interese komunističkog Sovjetskog Saveza, kojega su fašisti napali krajem lipnja 1941. godine te su očekujući pobjedu Sovjetskog Saveza i posljedično komunističke revolucije i drugdje u Europi bili motivirani za borbu protiv fašista. Međutim su komunisti morali pričekati više mjeseci, dok nisu nad ustanicima (naime nad onim njihovim dijelom, koji nije pristupio redovima četnika) ostvarili takvu kontrolu, da ih mogu upotrijebiti za prve akcije protiv Talijana. "Proces diferencijacije u ustaničkim redovima je tek u jesen 1941. doveo do nastanka prvih odvojenih partizanskih i četničkih postrojbi", piše povjesničar Mario Jereb 2011. god.; dodajući da su komunisti koji su sudjelovali u ustanku kasnije u javnim nastupima uglavnom prešućivali sudjelovanje četnika, osim kada im je trebalo da baš "četničkim elementima" pripišu razne zločine koje su počinili ustanici - pri tome ipak prešućujući prave razmjere tih zločina.
Franjo Tuđman je u tekstu objavljenom 1960. god. u Enciklopediji Jugoslavije istaknuo da se očekivanja “Talijana da će se masovni ustanci koji su izbili u NDH razvijati u granicama obračuna između srpskih masa i ustaša, nisu (…) ostvarila. Pod rukovodstvom KP ustaničke mase okrenule su se i protiv talijanskih okupacionih snaga. U toj situaciji Talijani su odlučili da interveniraju i uguše ustanak. Pritom su težili da razbiju jedinstvo ustaničkih redova i izoliraju KP, prikazujući se kao zaštitnici srpskog naroda od ustaških progona. Vojnoj intervenciji Talijana na području NDH prethodili su sporazumi sa srpskim građanskim političarima (…) Tako je na području Kninske Krajine i južne Like došlo do stvaranja prvih četničkih oružanih formacija (…) U septembru su talijanske trupe zaposjele još neokupirane dijelove Druge zone, u oktobru i Treće zone. Ustaničke jedinice na području tromeđe Like, Dalmacije i Bosanske Krajine nisu pružile otpor talijanskim snagama, nego su većim dijelom pristupile četnicima, tako da je u ovim oblastima došlo do krize ustanka”.

## Epilog prvi, SFRJ
Komunistička vlast nije htjela priznati ove strašne zločine, nego je učinila sve da se zločini zataškaju. Žrtve ovog progona Hrvata pronašle su sljedeće predstavke:
- predstavka Vladi N.R. Hrvatske, podnesena u Bjelovaru 11. svibnja 1953., kojom žitelji sela Boričevca mole povrat svojih nekretnina napuštenih 1941. godine.
- predstavka Josipu Brozu Titu, podnesena u Bjelovaru 17. siječnja 1955., kojom žitelji sela Boričevca mole povrat svojih nekretnina napuštenih 1941. godine.

Učinak predstavki bio je nikakav. Što je bilo oteto 1941., ostalo je oteto, kao što je oteto i danas.:str. 459.

## Epilog drugi, Republika Hrvatska
U zagrebačkom kinu Europa 16. rujna 2014. održana je svečana premijera dokumentarnoga filma »Nikad se nisu vratili« autorice, scenaristice i redateljice novinarke Nade Prkačin. Marija Bebić iz Udruge Boričevac pročitala je pjesmu-svjedočanstvo "Krik" koju je napisao njezin bratić Dane Ivezić. Gđa. Bebić je podsjetila da su lani, nakon 73 godine, ekshumirani posmrtni ostaci Ivezića iz sela Brotnja, prvih žrtava zločinačkog četničko-komunističkog ustanka.
"Ništa se nije promijenilo ni uspostavom demokratske Hrvatske. Obnovljen je tek spomenik u Srbu pod kojim se i danas šire komunističke laži o tobožnjem antifašističkom ustanku."
U hrvatskim medijima se postupno mijenja percepcija ovoga dugo zataškavanoga zločina:
- ustanak je bio krvav,
- ustanak je bio četničko-komunistički,
- ustanak nije bio antifašistički,
- ustanak je bio protuhrvatski.[31]

O ovom trajnom genocidu nad Hrvatima J. Pavičić, autor knjige Dossier Boričevac kaže: "Važan je element genocida i zabrana povratka prognanih nakon 1945. te, što nije manje važno, stroga zabrana istine o progonu i drugim ustaničkim zločinima. Laganje o zločinu genocida također je zločin. Što se tiče okrutnosti ustanika, ona uvijek iznenađuje, koliko god čovjek čitao i slušao o njoj. Dobro je dosadno, zlo je maštovito.

### Obrana slike ustanka u Srbu iz pera povjesničara Ive Goldsteina
Ugledni hrvatski povjesničar Ivo Goldstein nastoji u članku kojega piše za zagrebački "Jutarnji list" u srpnju 2010. godine obraniti onakvu sliku ustanka u Srbu, kakva je postojala za vrijeme desetljeća komunističke vladavine: “Tko kaže da je 27. srpnja datum četničke pobune, ustašoidno bulazni.... htjeli - ne htjeli, negatori 27. srpnja uhvatili su se za ustaški mit i morat će podnijeti svu odgovornost za takvu rabotu”.

## Obnova spomenika Ustanku, 2010.
Godine 2010., Vlada Republike Hrvatske je platila obnovu spomenika Ustanku u Srbu, koji je bio uništen tijekom Domovinskog rata 1990.-ih godina. Spomenik je u sklopu proslave obljetnice ustanka 27. srpnja 2010. godine - koja je održana pod pokroviteljstvom predsjednikom Hrvatskog sabora Luke Bebića - otkrio tadašnji predsjednik Republike Hrvatske dr. Ivo Josipović, uz proteste nezadovoljnika koji su se protivili obilježavanju obljetnice. U svojem je govoru povodom otkrivanja spomenika Ivo Josipović naglasio da su ustaše i četnici bili sluge okupatora, a da su partizani "nosili slobodu i demokraciju". Takve su njegove izjave osuđene u srpskim medijima: naime se u današnjoj Srbiji smatra četnike borcima protiv fašizma; sve ako su oni - tako i na području samog Srba - posve neupitno služili talijanskim fašistima.

## Vanjske poveznice
- Zločini ustanika u Ljutočkoj dolini 1941. godine, Mujo Begić, Institut za istraživanje zločina protiv čovječnosti i međunarodnog prava Univerziteta u Sarajevu, 2013.  Arhivirana inačica izvorne stranice od 21. travnja 2021. (Wayback Machine) (obrađuju se zločini ustanika iz 1941. god., kako na području Bosanske Krajine, tako i na području Like)